# Eurypterygii
Die Eurypterygii oder Eurypterygia sind ein hohes Taxon (eine systematische Gruppe) der Echten Knochenfische, zu der die Eidechsenfischverwandten (Aulopiformes) und die Ctenosquamata sowie die ausgestorbene Fischfamilie der Cheirotricidae (incertae sedis) gehören. Das Taxon wurde 1973 durch den amerikanischen Ichthyologen Donn Rosen aufgestellt.

## Merkmale
Die Gruppe wird durch fünf Synapomorphien diagnostiziert. Die wichtigste ist das Zusammenwachsen der zum Körper hin gelegenen Hälfte des mittleren Bauchflossenstrahls mit dem mittleren Bauchflossen-Radialia (Flossenträger) während der Orthogenese. Beim ausgewachsenen Fisch ist so ein hammerartiger Gelenkkopf vorhanden. Bei allen andern Echten Knochenfischen bleibt die mittlere Radialie eigenständig. Eine weitere Synapomorphie ist das Zusammenwachsen der Pharyngealzahnplatte mit der dritten Epibranchiale, der Knochenstütze des oberen Astes des dritten Kiemenbogens. Die Monophylie der Eurypterygii wird auch durch molekulargenetische Untersuchungen bestätigt.
Zu den Eurypterygii gehören über 16.000 Fischarten.
Das folgende Kladogramm zeigt die systematische Stellung der Eurypterygii:
|               | Eidechsenfischverwandte (Aulopiformes)                                                 |
|               |                                                                                        |
| Ctenosquamata | \| \| Laternenfischartige (Myctophiformes) \| \| \| \| \| \| Acanthomorpha \| \| \| \| |
|               | \| \| Laternenfischartige (Myctophiformes) \| \| \| \| \| \| Acanthomorpha \| \| \| \| |
|               | Laternenfischartige (Myctophiformes)                                                   |
|               |                                                                                        |
|               | Acanthomorpha                                                                          |
|               |                                                                                        |

|  | Laternenfischartige (Myctophiformes) |
|  |                                      |
|  | Acanthomorpha                        |
|  |                                      |

|               | Eidechsenfischverwandte (Aulopiformes)                                                 |
|               |                                                                                        |
| Ctenosquamata | \| \| Laternenfischartige (Myctophiformes) \| \| \| \| \| \| Acanthomorpha \| \| \| \| |
|               | \| \| Laternenfischartige (Myctophiformes) \| \| \| \| \| \| Acanthomorpha \| \| \| \| |
|               | Laternenfischartige (Myctophiformes)                                                   |
|               |                                                                                        |
|               | Acanthomorpha                                                                          |
|               |                                                                                        |

|  | Laternenfischartige (Myctophiformes) |
|  |                                      |
|  | Acanthomorpha                        |
|  |                                      |